# Amphianthus californicus
Amphianthus californicus is een zeeanemonensoort uit de familie Hormathiidae.
Amphianthus californicus is voor het eerst wetenschappelijk beschreven door Carlgren in 1936.